# Themajaar
Een themajaar is een jaar in het kader van een actueel of aansprekend thema dat door (inter)nationale organisaties als de Verenigde Naties (VN) of de Europese Unie (EU) of de Raad van Europa als zodanig wordt vastgesteld. Soms op voorspraak van of ondersteund door eraan gelieerde organisaties of belangengroepen, waardoor een bepaald jaar een zogeheten Internationaal Jaar dan wel Europees Jaar kan worden.
Rond het gekozen thema wordt er speciaal beleid gemaakt. In Nederland of Vlaanderen/België wordt daar veelal op ingehaakt, soms ook zijn er eigen nationale themajaren. Vaak worden er Nationaal Comités en veelal ook Provinciale Comités en Lokale Comités opgericht en (tijdelijke) internetsites ingericht met meer informatie, programma, activiteiten en contactadressen.
Niet ieder jaar wordt er in Nederland, Vlaanderen of België een themajaar ingesteld. Vaak wordt nationaal aangehaakt bij themajaren die door de Verenigde Naties en/of de Europese Unie en/of de Raad van Europa worden vastgesteld.

## Thema's van het lopende en volgende jaren
| Jaar | International Year | Europees Jaar                                                                             | Nederlands Jaar | Vlaams / Belgisch Jaar |  |
| ---- | --- | ----------------------------------------------------------------------------------------- | --- | --- |  |
| 2012 | United Nations International Year of Cooperatives |                                                                                           | Jaar van de Bij | |  |
| 2011 | International Year of Forests Internationaal Jaar van de Chemie Werelddiergeneeskundejaar | Europees jaar van het vrijwilligerswerk                                                   | Jaar van de Boerenzwaluw | |  |
| 2010 | Internationaal Jaar van de Biodiversiteit | Jaar van de strijd tegen (sociale) uitsluiting en armoede - voorgesteld door de Commissie | | |  |
| 2009 | Internationaal Jaar van de Astronomie - International Year of Astronomy - voorgesteld aan VN door International Astronomical Union(IAU) International Year of Natural Fibres International Year of Reconciliation -                                                                           | Darwinjaar                                                                                | | |  |
| 2008 | I'naal Jaar van de Planeet Aarde - International Year of Planet Earth - voorgesteld aan VN door de International Union of Geological Sciences en UNESCO (N.B. ook als triennium 2007-2008-2009) Jaar van de aardappel - International Year of the Potato - International Year of Sanitation - | Eur. Jaar van de Interculturele Dialoog                                                   | Jaar van het Religieus Erfgoed | |  |
| 2007 | (I'naal) Jaar van de Dolfijn (International) Year of the Dolphin - voorgesteld door de Bonn Convention + UNEP Internationaal Jaar van de (Noord-en Zuid-) Polen - International Polar Year - maart 2007 tot maart 2009 Internationaal Heliofysisch Jaar - International Heliophysical Year    | Europees Jaar van Gelijke Kansen voor Iedereen                                            | Michiel de Ruyter jaar - n.a.v. de geboorte van Michiel de Ruyter 400 jaar geleden in Vlissingen Cuypersjaar - N.a.v. publicatie biografie en oeuvrecatalogus P.J.H. (Pierre) Cuypers; Diverse exposities Dans en Muziek jaar - uitgeroepen door Nederlands Bureau voor Toerisme & Congressen (NBT/NBTC) in Amsterdam: "2007: Feel the Rhythm, music & dance" Jaar van de Molens Jaar van de Techniek | (Vlaams) Jaar van de Fiets – uitgeroepen door Vlaams ministerie van Welzijn, Volksgezondheid en Gezin (incl. Sport) (Belgisch) Jaar van de Ploegsporten - uitgeroepen door het BOIC (Brussels) Jaar van Europa - uitgeroepen door het Brussels Gewest naar aanleiding van 50 jaar Verdrag van Rome (N.B. ook activiteiten in Berlijn (D.) en andere EU-landen) |  |

## Thema's van de afgelopen jaren
| Jaar | Verenigde Naties | Europese Unie | Nederland | Vlaanderen / België                              |
| ---- | --- | --- | --- | ------------------------------------------------ |
| 2006 | International Year of Deserts and Desertification | Europees Jaar van de Mobiliteit van werknemers Rembrandtjaar - viering dat Rembrandt van Rijn 400 jaar geleden in Leiden werd geboren. | |                                                  |
| 2005 | International Year of Sport and Physical Education - (Verenigde Naties Jaar van Sport en Opvoeding) International Year of Microcredit - Internationaal Jaar van Microkrediet Wereldjaar van de natuurkunde/fysica (World Year of Physics), uitgeroepen door UNESCO | Europees Jaar van Burgerschap door Onderwijs en Vorming, uitgeroepen door Raad van Europa in NL of in B                                | Nederlands Jaar van de Folklore Nederlands Jaar van het Kasteel Jaar van het Zilveren Regeringsjubileum / Beatrix 25 jaar Koningin der Nederlanden Wereldjaar van Natuurkunde (World Year of Physics) | Wereldjaar van de Fysica (World Year of Physics) |
| 2004 | International Year of Rice - ( Internationaal Jaar van de Rijst ) International Year to Commemorate the Struggle against Slavery and Its Abolition | Europees Jaar van Opvoeding door Sport                                                                                                 | |                                                  |
| 2003 | International Year of Freshwater - Internationaal Jaar van Zoetwater | Europees Jaar van Mensen met een Handicap                                                                                              | |                                                  |
| 2002 | International Year of Mountains Internationaal Jaar van de Bergen Internationaal Jaar van Ecotoerisme | -- (geen thema vastgesteld) | |                                                  |
| 2001 | UN Year of Dialogue Among Civilizations - Internationaal Jaar van de dialoog tussen de Beschavingen (VN) Internationaal Jaar van Vrijwilligers (VN) Internationaal Jaar tegen Racisme                                                                              | Europees Jaar van de Talen | |                                                  |
| 2000 | -- (geen thema vastgesteld) | | |                                                  |
| 1999 | Internationaal Jaar van de Ouderen | | |                                                  |
| 1998 | Internationaal Jaar van de Oceanen (VN) | -- (geen thema vastgesteld) | |                                                  |
| 1997 | -- (geen thema vastgesteld ) | Jaar tegen Racisme | |                                                  |
| 1996 | Jaar van de uitbanning van de armoede (VN) | Europees Jaar voor Levenslang Leren | |                                                  |
| 1995 | Jaar van de tolerantie | | |                                                  |
| 1994 | Internationaal Jaar van het Gezin | | |                                                  |
| 1993 | | Europees Jaar van de Ouderen en de Solidariteit tussen de Generaties                                                                   | |                                                  |
| 1992 | Internationaal Jaar van de inheemse volkeren | | |                                                  |
| 1991 | | | |                                                  |
| 1990 | Internationaal Jaar van de alfabetisering | Europees Jaar van het Toerisme | |                                                  |
| 1989 | | Europees Jaar van de Kankerbestrijding                                                                                                 | |                                                  |
| 1988 | | Europees Jaar van de Media | |                                                  |
| 1987 | | Europees Jaar van het Milieu | |                                                  |
| 1986 | Internationaal Jaar van de vrede | Europees Jaar voor de Verkeersveiligheid                                                                                               | |                                                  |
| 1985 | Internationaal Jaar van de jeugd | Europees Jaar voor de Muziek | |                                                  |
| 1984 | | | |                                                  |
| 1983 | Wereldjaar van de communicatie | Europees Jaar voor het Midden-en Kleinbedrijf                                                                                          | |                                                  |
| 1981 | Internationaal Jaar van de personen met een handicap | | |                                                  |
| 1979 | Internationaal Jaar voor het kind | | |                                                  |
| 1978 | Internationaal Jaar tegen de Apartheid | | | Jaar van het Dorp                                |
| 1975 | Internationaal Jaar van de Vrouw | | |                                                  |
| 1974 | Wereldjaar van de bevolking | | |                                                  |
| 1972 | Internationaal Jaar van het boek | | |                                                  |
| 1967 | Wereldjaar van het toerisme | | |                                                  |
| 1965 | Wereldjaar van de internationale samenwerking | | |                                                  |
| 1963 | Internationaal Jaar van de hongerbestrijding | | |                                                  |
| 1961 | Wereldjaar voor de geestelijke gezondheid | | |                                                  |
| 1960 | Wereldjaar van de vluchteling | | |                                                  |
| Jaar | Verenigde Naties | Europese Unie | Nederland | Vlaanderen / België                              |

## Verwante onderwerpen
- Nederlandse (inter)nationale themadagen en -weken
- Europees Jaar
- Internationaal Jaar
- Feest- en gedenkdagen
- Evenement